# Oberwinter
Oberwinter ist einer von sechs Ortsbezirken und zugleich einer von acht Ortsteilen der verbandsfreien Stadt Remagen im Landkreis Ahrweiler im Norden von Rheinland-Pfalz. Am 30. Juni 2020 betrug die Einwohnerzahl des Ortsbezirks 3712, die des Ortsteils Oberwinter 2474 (ohne Nebenwohnsitze).

## Geographie

### Geographische Lage
Oberwinter liegt am nördlichen Mittelrhein am linken Ufer gegenüber der Ortsgemeinde Rheinbreitbach. Der Ort lässt sich naturräumlich der Honnefer Talweitung zuordnen, die sich linksrheinisch durch ein bis über 100 m hohes Steilufer kennzeichnet, dem rechtsrheinisch ein wesentlich breiterer, halbmondartig aufgeweiteter Talbereich gegenüberliegt; die oberen Höhenlagen („Rheinhöhe“) mit den bis auf gut 160 m ü. NHN reichenden Ortslagen Waldheide und Birgel hingegen dem Oberwinterer Terrassen- und Hügelland, einem Terrassenriedelland mit aufgesetzten vulkanischen Kuppen. Die Wohnbebauung des Ortsteils Oberwinter selbst erstreckt sich im Tal und am Talhang zwischen 55 und etwa 105 m ü. NHN. Die Oberwinterer Rheinbucht, Standort eines Hafens, lässt das Ufer auf einer Länge von einem Kilometer deutlich zurücktreten. Am Hafendamm befindet sich die historische Stelle der Kiesbank Oberwinterer Grund. Im Norden des Ortsbezirks auf Höhe von Rolandseck hat Oberwinter Anteil an der Südspitze der Insel Nonnenwerth.

### Gliederung des Ortsbezirks
Der Ortsbezirk gliedert sich in die Ortsteile Oberwinter (mit den Ortslagen Birgel und Waldheide), Rolandseck und Bandorf (mit dem Wohnplatz Schmelzmühle).

## Geschichte

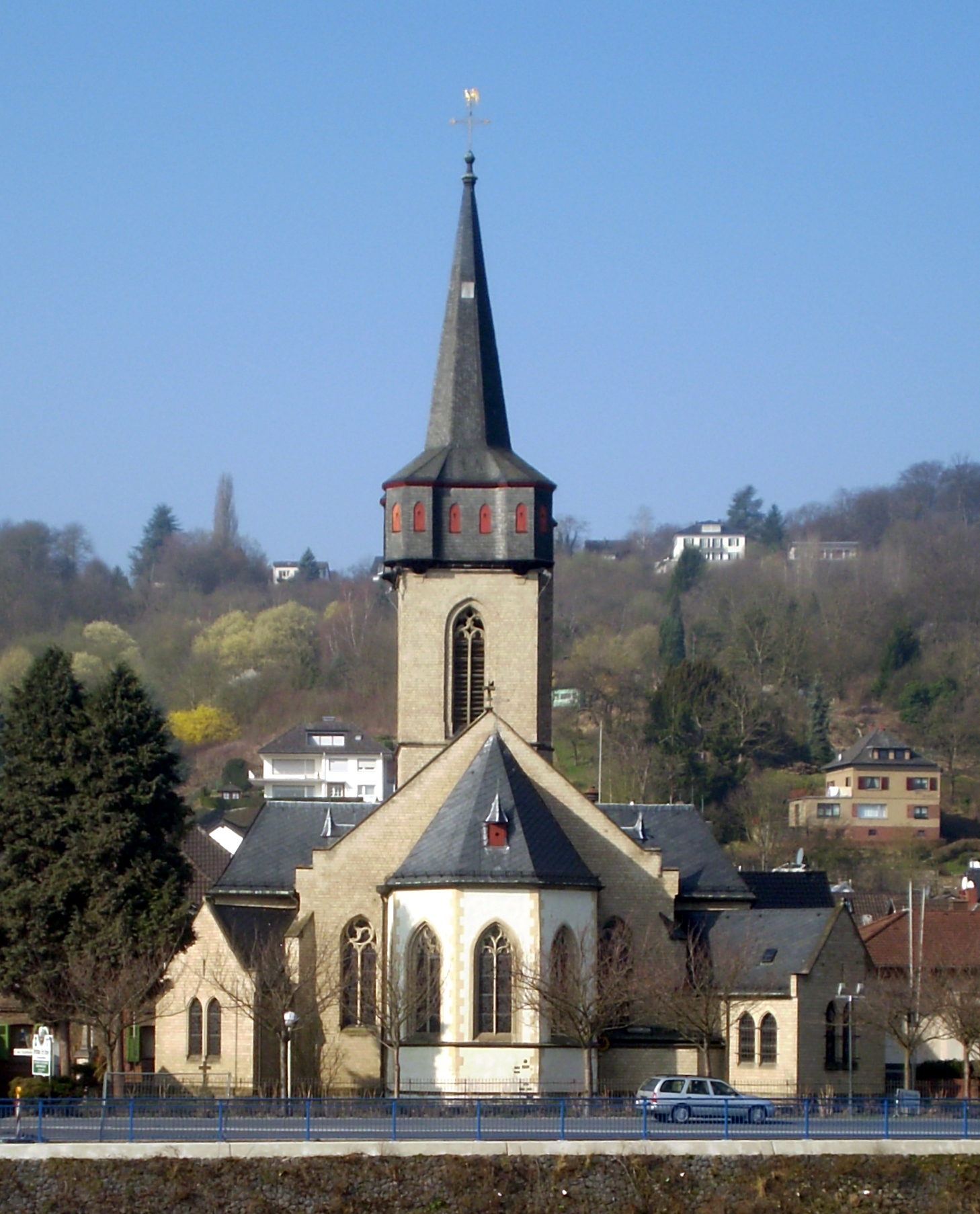
Pfarrkirche St. Laurentius

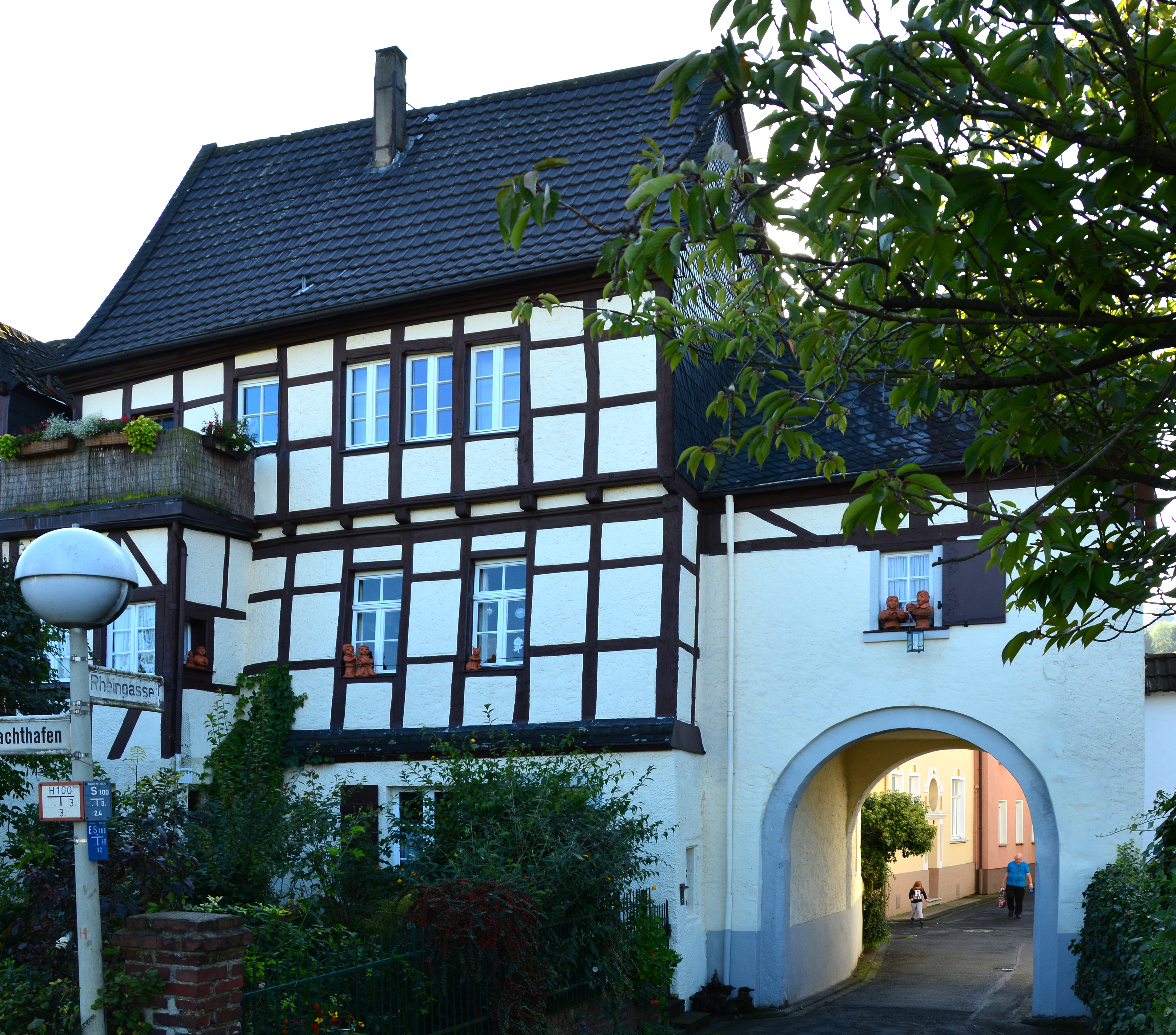
Burghaus (17. Jh.)

Im Jahr 886 wird das Dorf urkundlich erstmals erwähnt. 1131 erfolgt die erstmalige urkundliche Nennung der Oberwinterer Pfarrkirche St. Laurentius. 1166 wird Birgel erstmals erwähnt. 1318 erhielt Burggraf Gerhard von Landskron die Herrlichkeit Oberwinter mitsamt dem Kirchspiel Birgel zu Lehen. 1366 wurde die Herrschaft über den Ort als Mitgift von Kunigunde, der Erbtochter Gerhards, des Burggrafen von Landskron, an die Herren von Tomburg übertragen. (Die beiden Wappen von Landskron und Tomburg befinden sich unter dem Weinstock im Stadtwappen von Oberwinter.) 1441 wurde die Herrlichkeit Oberwinter geteilt. Die eine Hälfte ging als Mitgift an die Herren von Saffenburg, die andere Hälfte an die Herren Quadt von Landskron.
Am 27. November 1565 schlug die Geburtsstunde der Reformation in Oberwinter. Der katholische Kultus wurde offiziell aufgehoben. Bald darauf (1593) aber fielen beide Hälften der Herrlichkeit Oberwinter durch Gebietstausch an den Herzog Johann Wilhelm von Jülich-Kleve-Berg. Die Pfarrstellen in Oberwinter und Birgel wurden wieder katholisch. 1721 bis 1723 wurde die evangelische Kirche errichtet. Am 28. Februar 1784 wurde Oberwinter vom bis dahin schlimmsten Rheinhochwasser heimgesucht.
Bis zum Ende des 18. Jahrhunderts gehörte Oberwinter landesherrlich zum Herzogtum Jülich und unterstand als Herrschaft Oberwinter (mit Bandorf und Birgel) der Verwaltung des Amtes (Sinzig-)Remagen. Nach der Inbesitznahme des Linken Rheinufers durch französische Revolutionstruppen (1794) und der Übernahme der französischen Verwaltungsstrukturen (1798) wurde Oberwinter der Mairie Remagen im Kanton Remagen zugeordnet. Die Gemeinde Oberwinter zählte zusammen mit Bandorf und Birgel gegen 1800 133 Häuser mit 762 Einwohnern, darunter drei jüdische Familien. Acker- und Weinbau waren die einzigen Gewerbe. 1815 wurde das Rheinland dem Königreich Preußen zugesprochen und Oberwinter 1816 der neu gebildeten Bürgermeisterei Remagen im Kreis Ahrweiler zugeordnet.
Im Jahre 1887 fiel die Entscheidung für den Bau eines Winterschutzhafens in Oberwinter. Ausschlaggebend dafür war der Oberwinterer Grund, eine breite Kiesbank, die sich inmitten des Stromes gebildet hatte. In den Jahren 1888 bis 1891 wurde die Bucht von Oberwinter durch einen 800 Meter langen Damm abgeschlossen, wodurch ein rund 5 Hektar großer, staatlicher Sicherheitshafen entstand. Heutzutage hat der Hafen in der Hauptsache eine Funktion als Hochwasserschutz für Oberwinter, nicht mehr so sehr als Schutzhafen für die Schifffahrt. Seit 1956 ist er Heimathafen für den Bonner Yacht-Club 1911 sowie seit 1957 für den Yacht-Club Mittelrhein Bad Godesberg.

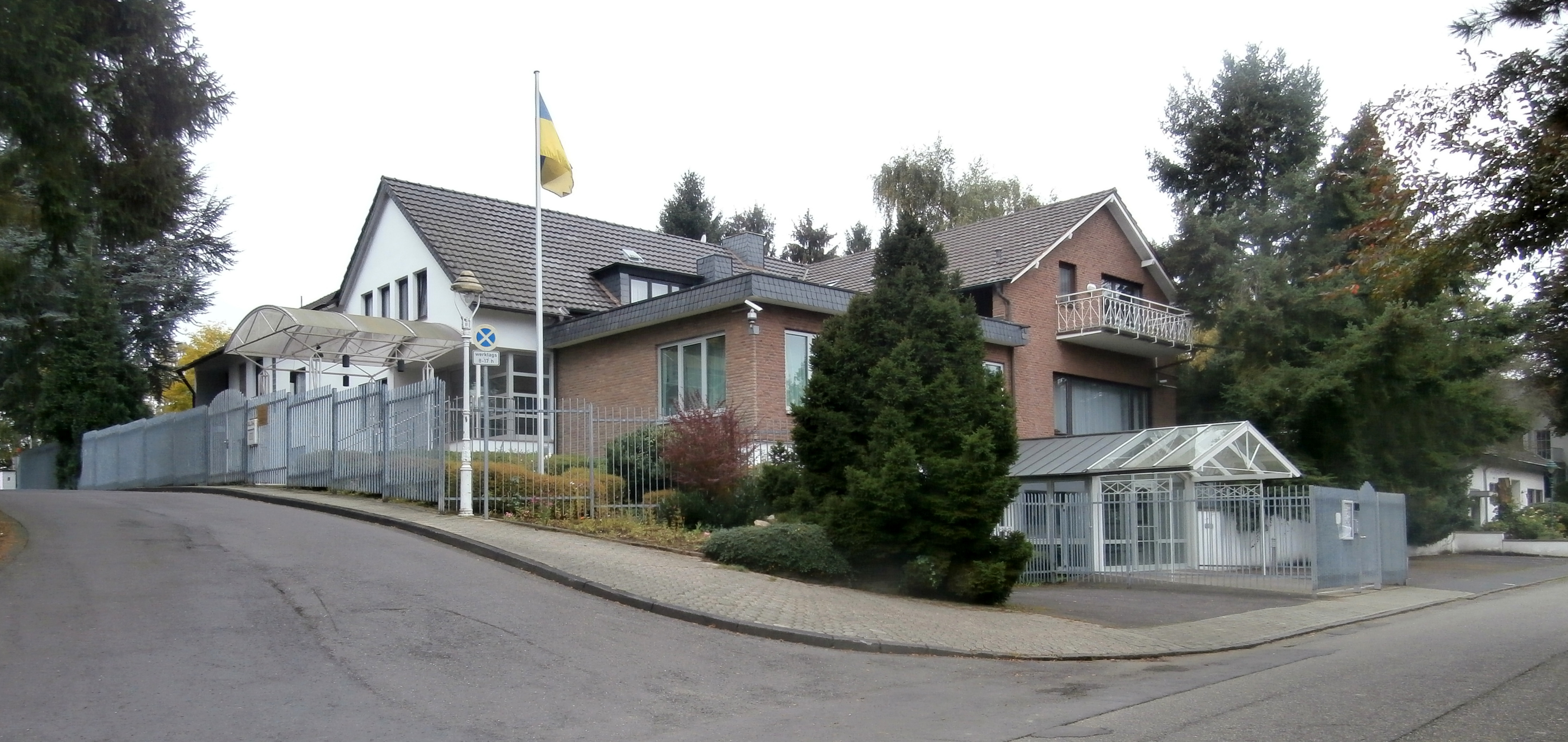
Außenstelle der Botschaft der Ukraine (2015)

Im Jahre 1885 gehörten zur Gemeinde Oberwinter die Wohnplätze Bandorf mit 145, Birgel mit 83, Mühlenloch mit 9, Rolandseck mit 125, Schmelzmühle mit 9 und Unkelstein mit 9 Einwohnern. 1910 zählte die Gemeinde in der damaligen preußischen Rheinprovinz 1522 Einwohner.
Nachdem Bonn 1949 Regierungssitz der Bundesrepublik Deutschland geworden war, erfuhr die Gemeinde ein umfangreiches Bevölkerungswachstum. Bis 1952 richtete der Staat Japan in der zuvor von der französischen Hochkommission genutzten „Villa Struwe“ (Hauptstraße 26) in Oberwinter die Residenz seines Botschafters ein, die dort bis 1961 beheimatet war (→ Botschaft von Japan (Bonn)). Im Dezember 1994 wurde Oberwinter Standort der Botschaft der Ukraine in der Bundesrepublik Deutschland, nachdem diese das ehemalige Hotel „Waldheide“ auf den Rheinhöhen gekauft und umgebaut hatte. Anlässlich des Staatsbesuches des ukrainischen Präsidenten Leonid Kutschma wurde sie am 4. Juli 1995 offiziell eröffnet. Nach der Verlegung des Regierungssitzes nach Berlin 1999 richtete die Ukraine dort die Außenstelle Bonn der Botschaft ein, ihre einzige Außenstelle sowie die einzige außerhalb von Bonn verbliebene diplomatische Vertretung, die 2015 geschlossen wurde (→ Botschaft der Ukraine (Remagen)).
| Jahr                                                        | Einwohner |  | Jahr | Einwohner |  | Jahr | Einwohner |
| ----------------------------------------------------------- | --------- |  | ---- | --------- |  | ---- | --------- |
| 1585                                                        | 500       |  | 1943 | 2.035     |  | 1990 | 2.677     |
| 1767                                                        | 750       |  | 1963 | 3.201     |  | 1995 | 2.669     |
| 1817                                                        | 677       |  | 1975 | 2.841     |  | 2000 | 2.621     |
| 1866                                                        | 1.447     |  | 1980 | 2.858     |  | 2005 | 2.686     |
| 1905                                                        | 1.583     |  | 1985 | 2.670     |  | 2010 | 2.592     |
| Einwohner mit Nebenwohnsitzen, vor 1969 Gemeinde Oberwinter |           |  |      |           |  |      |           |

## Politik

### Ortsbezirk
Oberwinter mit seinen Ortsteilen Bandorf, Oberwinter und Rolandseck ist einer von sechs Ortsbezirken der Stadt Remagen. Der Stadtteil wird von einem Ortsbeirat und einer Ortsvorsteherin vertreten.
Bis zur Eingliederung in die Stadt Remagen am 7. Juni 1969 war Oberwinter eine eigenständige Gemeinde.

### Ortsbeirat
Der Ortsbeirat besteht aus zwölf Mitgliedern, die bei der Kommunalwahl am 9. Juni 2024 in einer personalisierten Verhältniswahl gewählt wurden, und dem ehrenamtlichen Ortsvorsteher als Vorsitzendem.
Die Sitzverteilung im Ortsbeirat:
| Wahl | SPD | CDU | Grüne | FDP | FBL | WGR | Gesamt   |
| ---- | --- | --- | ----- | --- | --- | --- | -------- |
| 2024 | 3   | 4   | 2     | 1   | 2   | –   | 12 Sitze |
| 2019 | 3   | 4   | 3     | 1   | 1   | 0   | 12 Sitze |
| 2014 | 3   | 5   | 2     | 1   | 1   | 0   | 12 Sitze |
| 2009 | 4   | 4   | 1     | 1   | 1   | 1   | 12 Sitze |

- FBL = Freie Bürgerliste Remagen e. V.
- WGR = WählerGruppe Remagen e. V.

### Ortsvorsteher
Jürgen Walbröl (CDU) wurde am 10. Juli 2024 Ortsvorsteher von Oberwinter. Bei der Direktwahl am 9. Juni 2024 hatte er sich mit einem Stimmenanteil von 57,0 % gegen die Amtsinhaberin durchgesetzt.
Walbröls Vorgängerin Angela Linden-Berresheim (SPD) hatte das Amt am 20. August 2019 von Norbert Matthias (CDU) übernommen, der es seit 2009 innehatte, aber bei der Wahl 2019 nicht erneut angetreten war.

## Sehenswürdigkeiten
Am Ende der Landzunge des Yachthafens von Oberwinter steht die 2001 realisierte, weithin sichtbare Skulptur „Regenfänger“ von Eberhard Bosslet, die aus Ausrüstungsgegenständen des Baugewerbes besteht. Sie ist eines der acht Kunstwerke des Skulpturenufers entlang des Rheins von Remagen bis zum Bahnhof Rolandseck.
Zu den Sehenswürdigkeiten des Stadtteils zählen die katholische Pfarrkirche St. Laurentius (Erstnennung 1131, heutiger Bau 1865/66), das Haus Schwanen aus dem Jahre 1671, das Haus Wirtz aus dem 18. Jahrhundert, das Zettelmeiersche Haus aus dem 17. Jahrhundert und die Evangelische Kirche aus den Jahren 1721–1722. Als ein Wahrzeichen von Oberwinter gilt „De ahl Pump“, eine Wasserpumpe von 1780.
Im Ortsteil Rolandseck liegt der 1856–58 erbaute Bahnhof Rolandseck, in dessen Räumen und in einem Neubau sich seit dem 29. September 2007 das Arp Museum Bahnhof Rolandseck befindet. Im selben Ortsteil befindet sich auch der Wildpark Rolandseck.

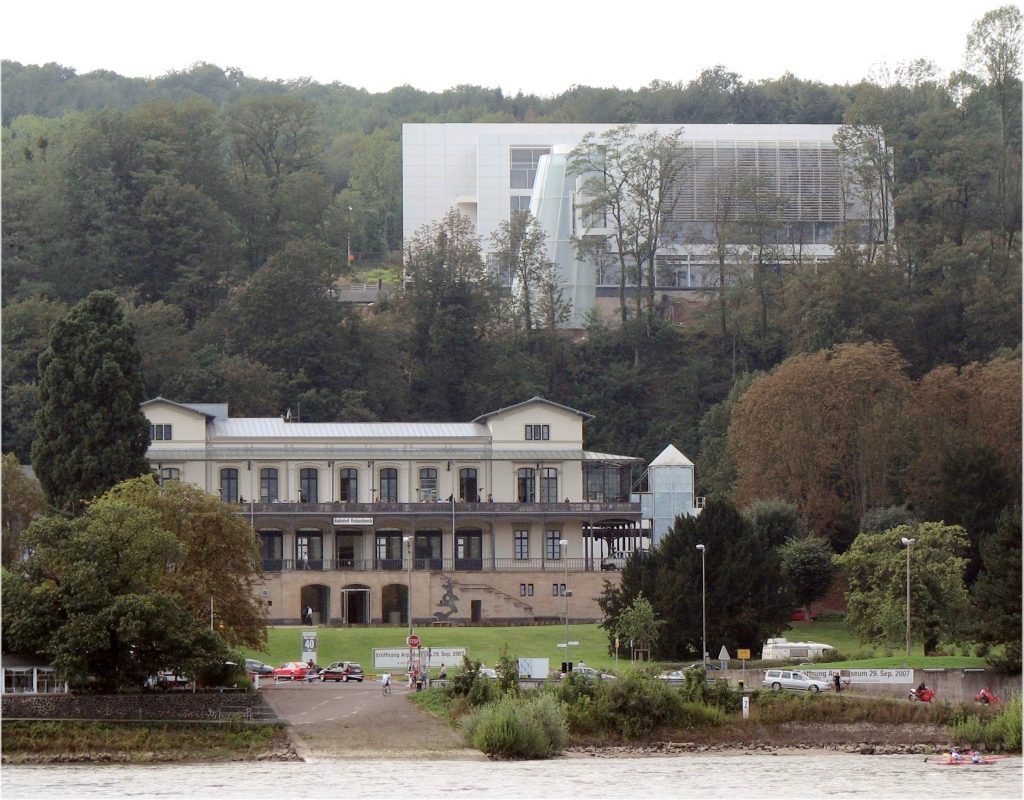
Der Bahnhof Rolandseck und das Richard-Meier-Gebäude bilden das Arp Museum Bahnhof Rolandseck
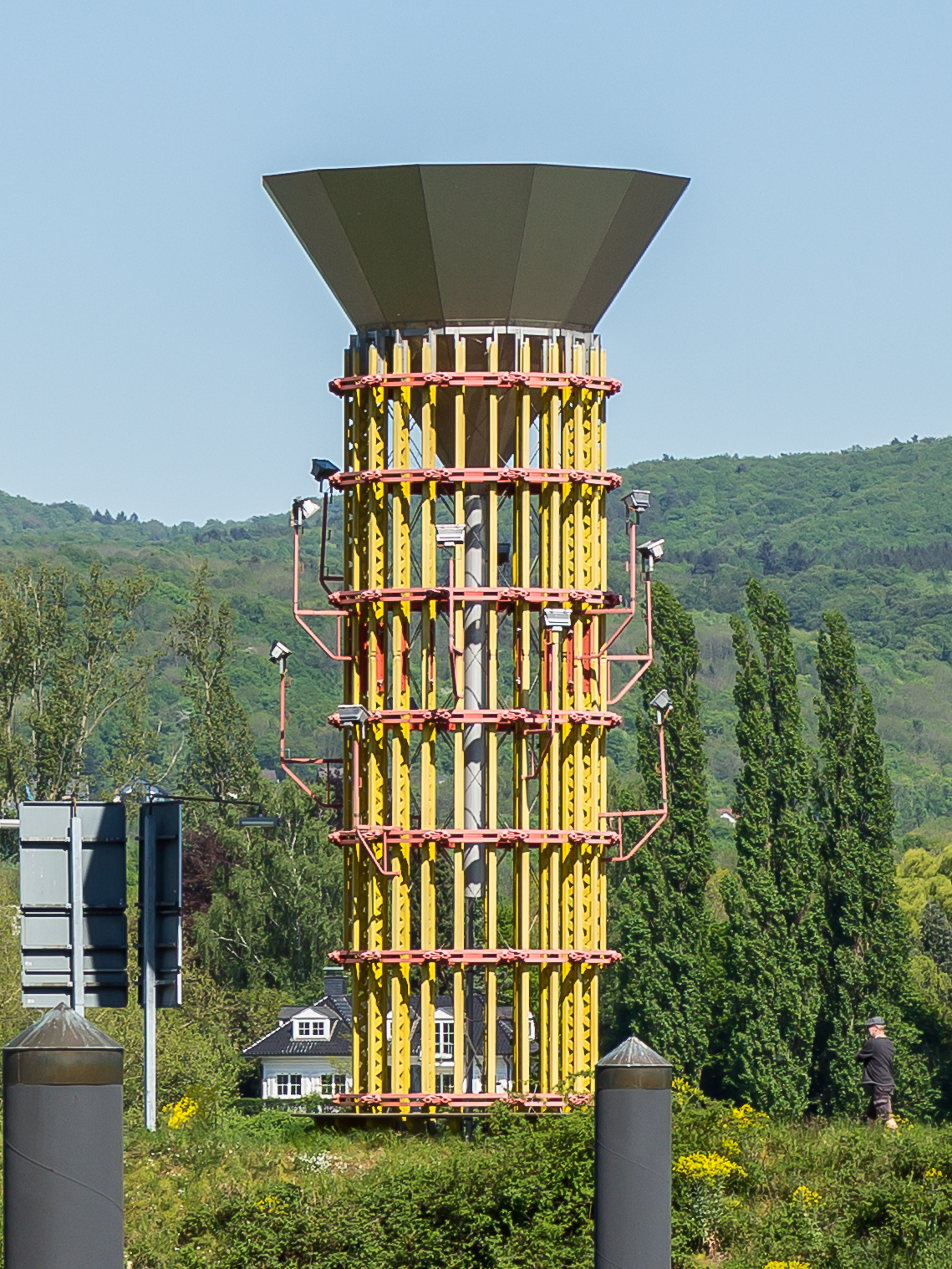
Eberhard Bosslet – Regenfänger 2001
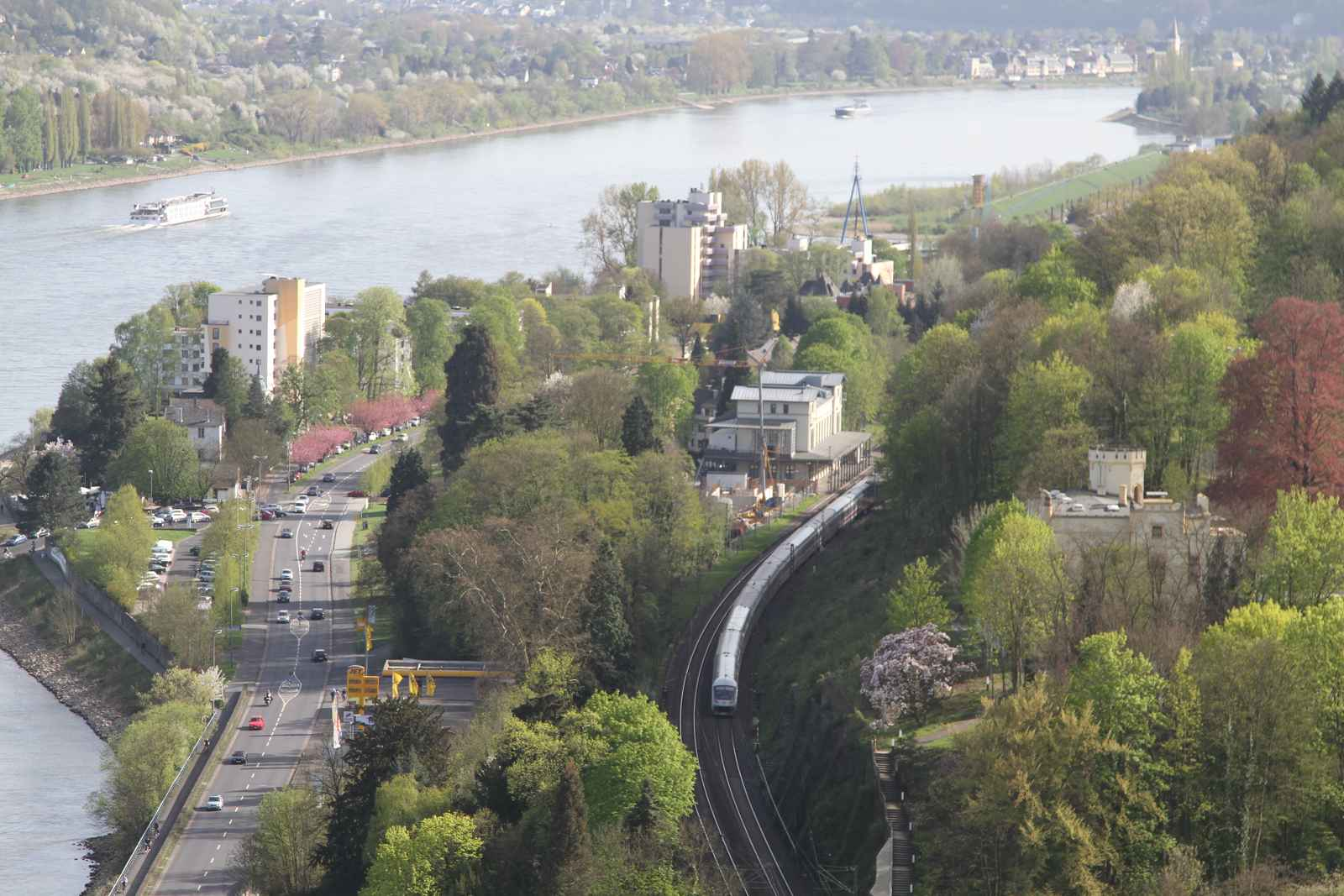
Rolandseck mit Bahnhof, vom Rolandsbogen aus gesehen
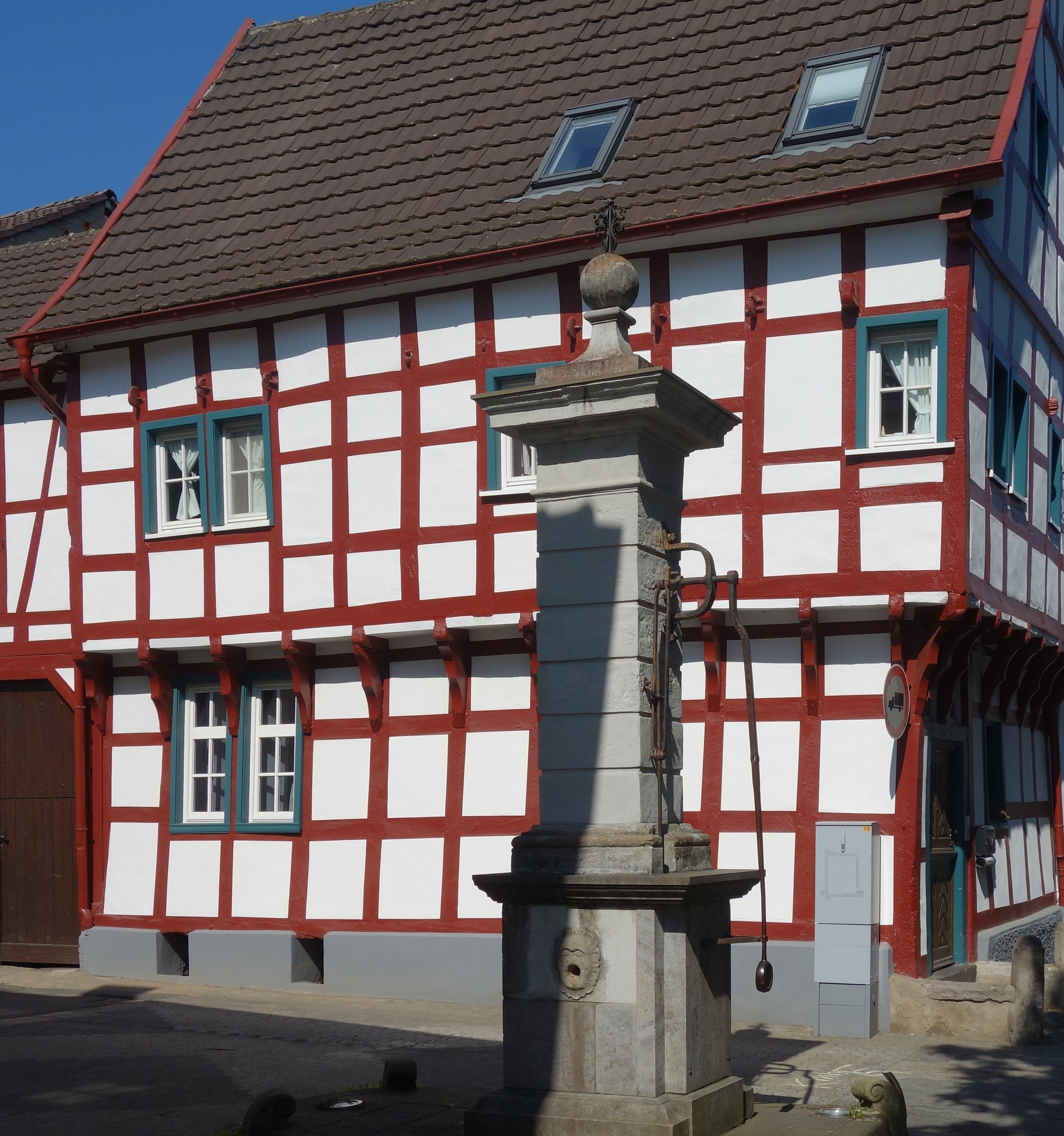
De ahl Pump
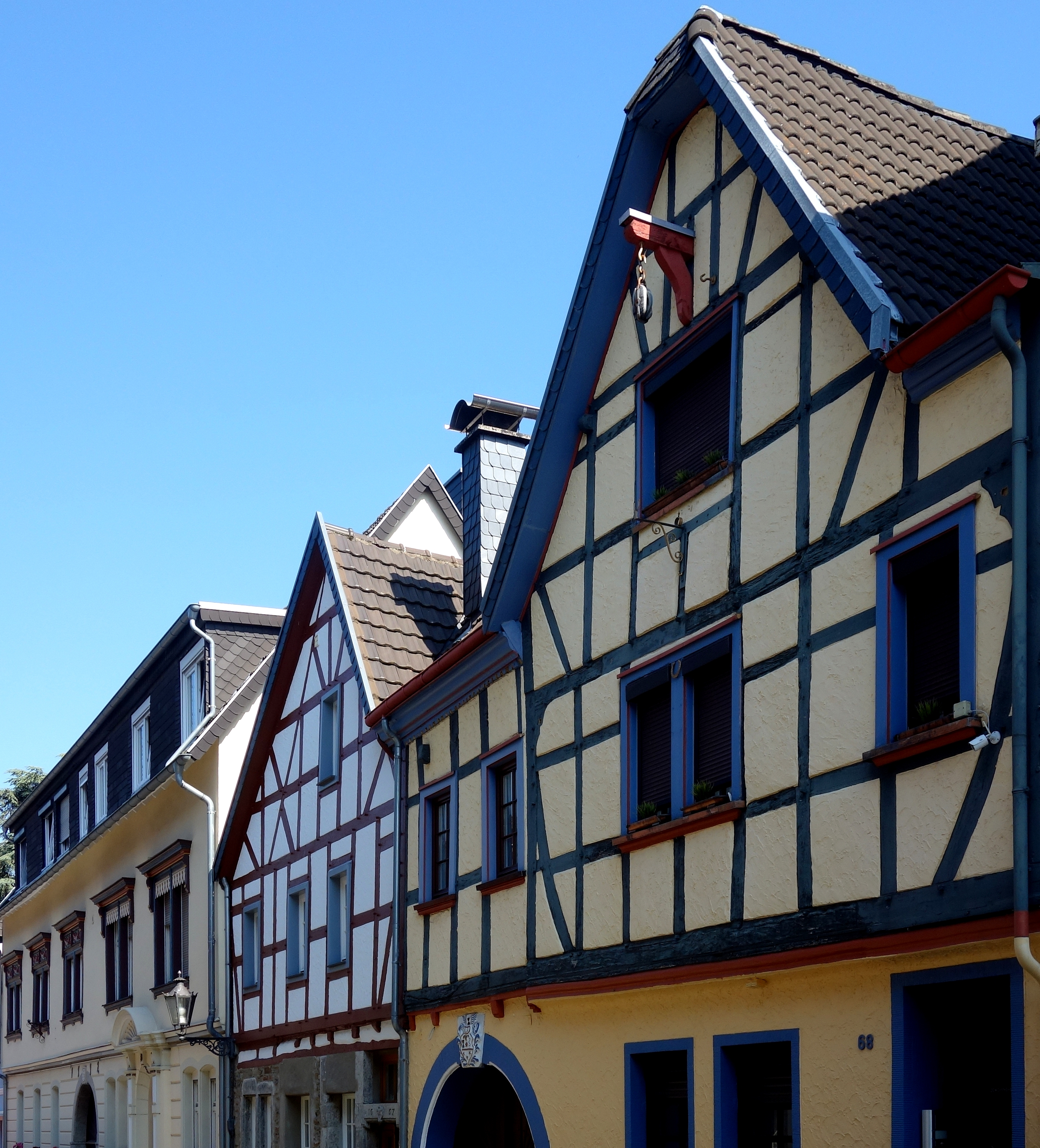
Häusergiebel an der Hauptstraße
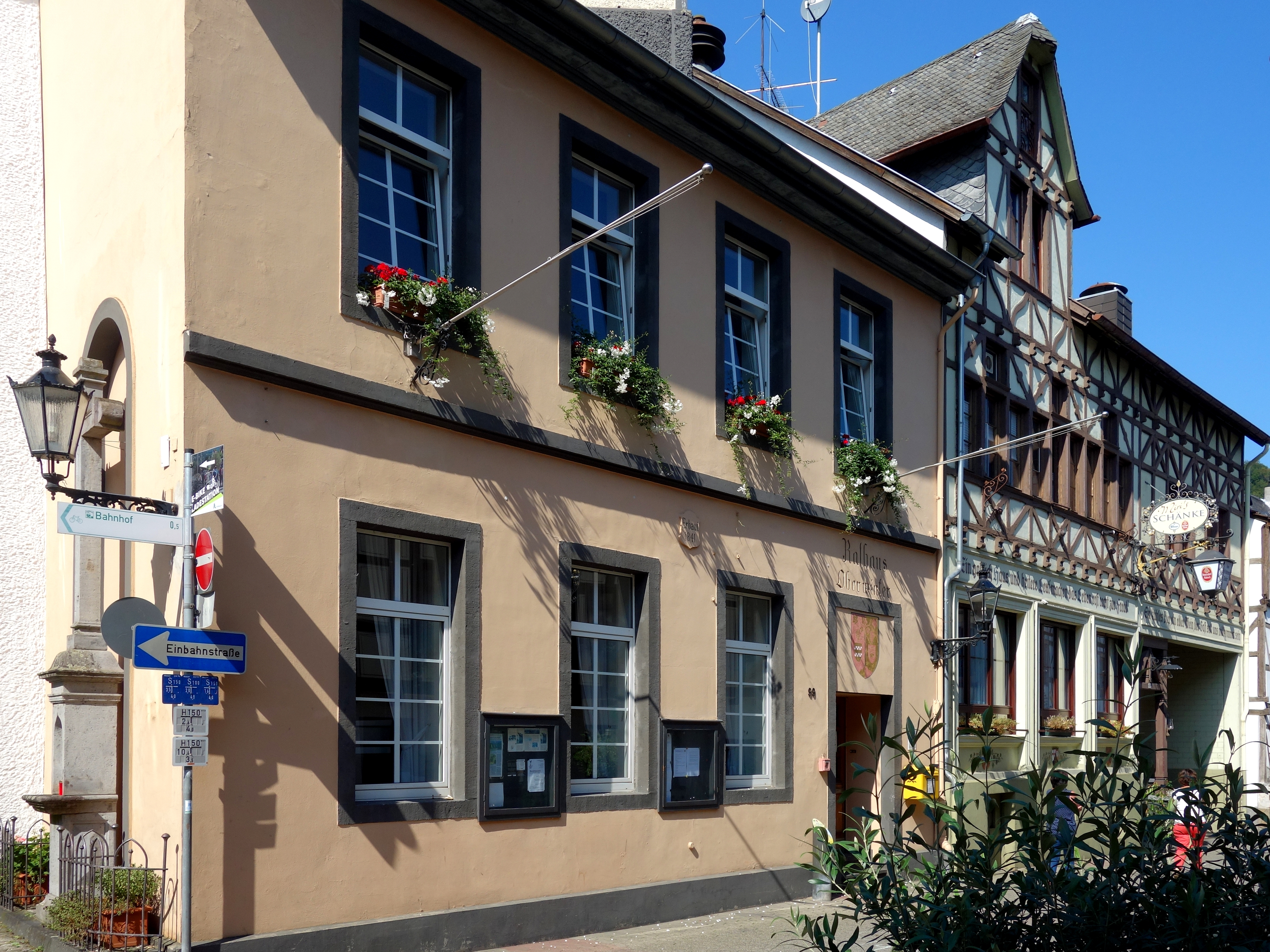
Rathaus an der Hauptstraße
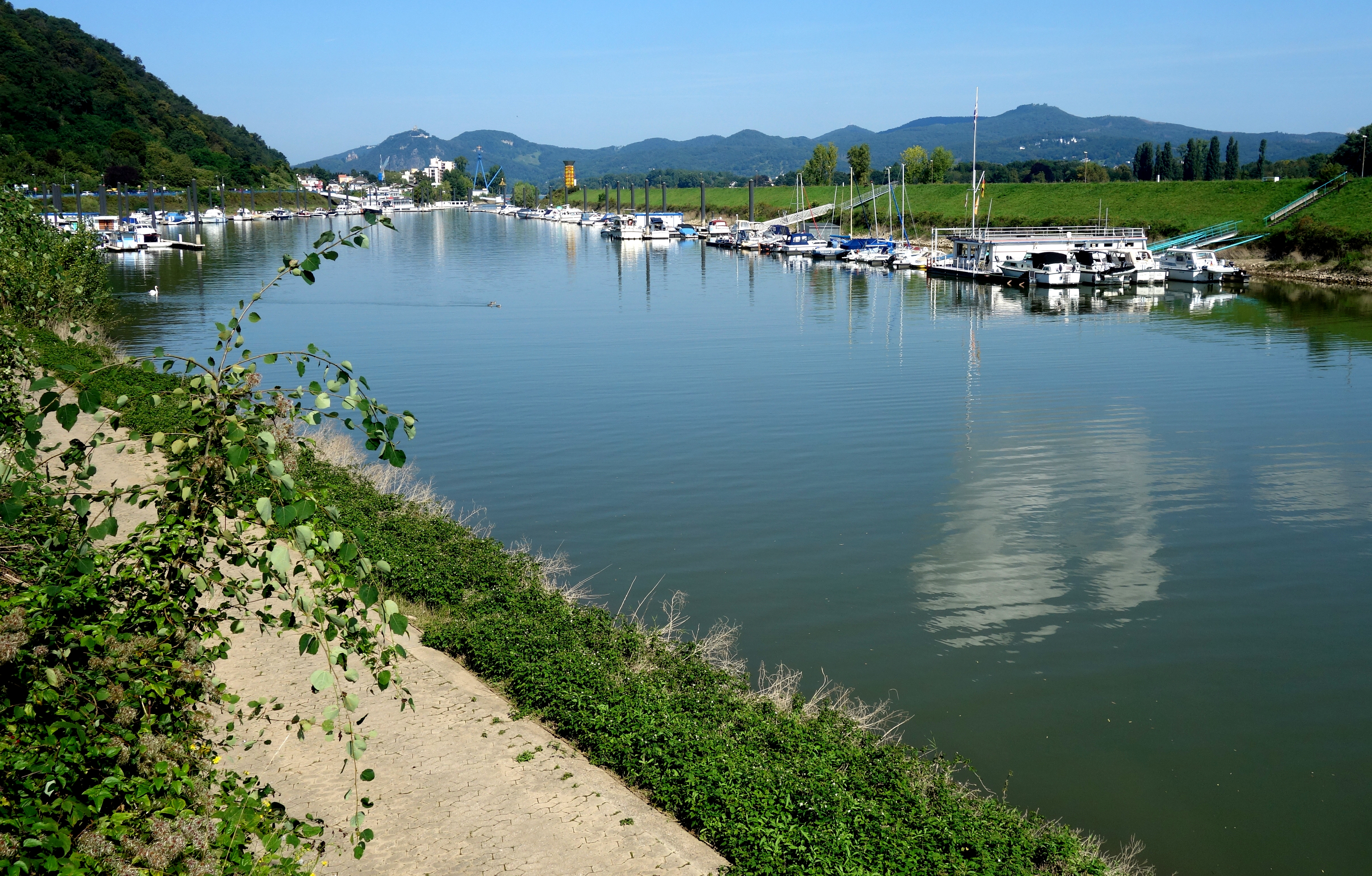
Yachthafen

## Wirtschaft, Infrastruktur und Verkehr

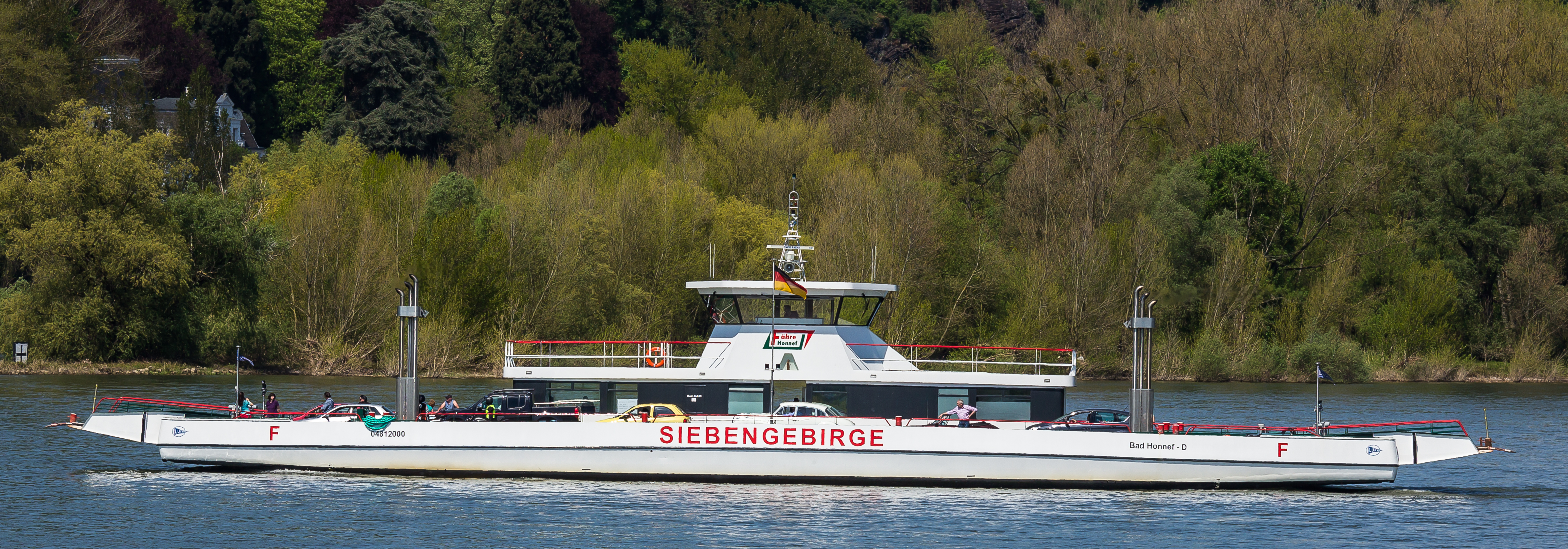
Fähre Bad Honnef–Rolandseck

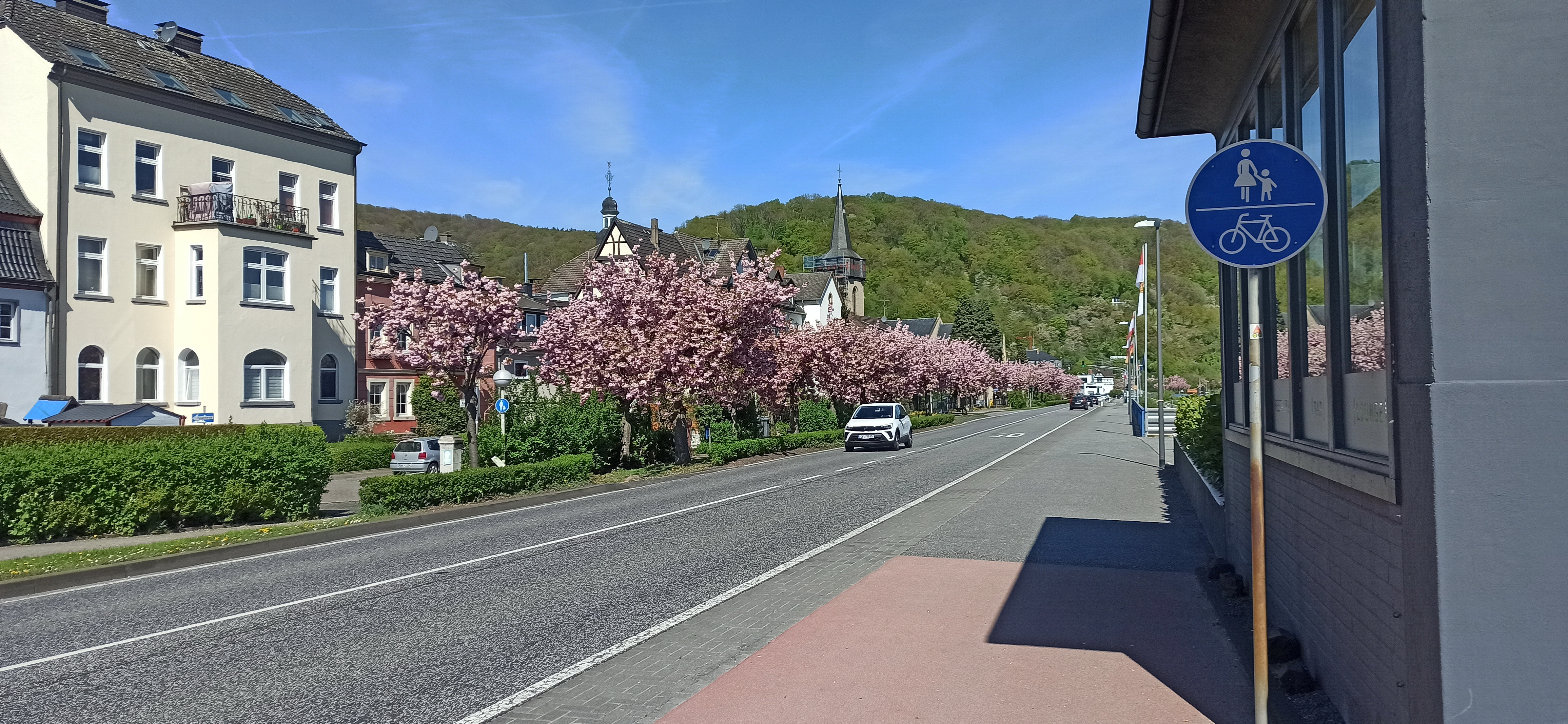
Bundesstraße B9 Am Yachthafen, April 2022

Am Nordrand des Oberwinterer Hafens befindet sich das Werftzentrum Mittelrhein, das auf die 1947 durch die französische Besatzungsmacht gegründete und 1952 privatisierte Schiffswerft Oberwinter sowie die ab 1977 dort ansässige Schiffswerft Schmidt zurückgeht. Eine weitere Werft in Oberwinter war die Schiffswerft Clausen, die vor allem Fähren und Fahrgastschiffe herstellte.
Die Hauptverkehrsstraße in Oberwinter ist die am Rheinufer verlaufende Bundesstraße 9.
Durch Oberwinter verläuft in Rhein- und Yachthafennähe der internationale Fernradweg EuroVelo 15, auch Rheinradweg genannt, in seinem linksrheinischen Streckenabschnitt von Koblenz nach Köln.
Der Bahnhof Oberwinter liegt an der Linken Rheinstrecke Köln–Mainz. Im SPNV halten stündlich die RB 26 (Mittelrheinbahn), die RB 30 (Ahrtalbahn) und der RE 5 (RRX) (Rhein-Express). Somit bestehen durchgehende Verbindungen nach Koblenz Hbf und Mainz Hbf, nach Bonn Hbf, Köln Hbf, Düsseldorf Hbf, Köln Messe/Deutz und Bad Neuenahr.
| Linie      | Verlauf | Takt   | Betreiber       |
| ---------- | --- | ------ | --------------- |
| RE 5 (RRX) | Rhein-Express: Wesel – Friedrichsfeld (Niederrhein) (zweistdl.) – Voerde (Niederrhein) – Dinslaken – Oberhausen-Holten (zweistdl.) – Oberhausen-Sterkrade – Oberhausen Hbf – Duisburg Hbf – Düsseldorf Flughafen – Düsseldorf Hbf – Düsseldorf-Benrath – Leverkusen Mitte – Köln-Mülheim – Köln Messe/Deutz – Köln Hbf – Köln Süd – Brühl – Bonn Hbf – Bonn UN Campus – Bonn-Bad Godesberg – Oberwinter – Remagen – Sinzig (Rhein) – Bad Breisig – Andernach – Koblenz Stadtmitte – Koblenz Hbf Stand: Fahrplanwechsel Dezember 2023 | 60 min | NationalExpress |
| RB 26      | MittelrheinBahn: (Köln/Bonn Flughafen –) (nur im Nachtverkehr) Köln Messe/Deutz – Köln Hbf – Köln West – Köln Süd – Hürth-Kalscheuren – Brühl – Sechtem – Roisdorf – Bonn Hbf – Bonn UN Campus – Bonn-Bad Godesberg – Bonn-Mehlem – Rolandseck – Oberwinter – Remagen – Sinzig (Rhein) – Bad Breisig – Brohl – Namedy – Andernach – Weißenthurm – Mülheim-Kärlich – Koblenz-Lützel – Koblenz Stadtmitte – Koblenz Hbf – Rhens – Spay – Boppard Hbf – Boppard-Bad Salzig – Boppard-Hirzenach – Sankt Goar – Oberwesel – Bacharach – Niederheimbach – Trechtingshausen – Bingen (Rhein) Hbf – Bingen (Rhein) Stadt – Bingen-Gaulsheim – Gau Algesheim – Ingelheim – Heidesheim (Rheinhessen) – Uhlerborn – Budenheim – Mainz-Mombach – Mainz Hbf Stand: Fahrplanwechsel Dezember 2021 | 60 min | Trans Regio     |
| RB 30      | Rhein-Ahr-Bahn: Bonn Hbf – Bonn UN Campus – Bonn-Bad Godesberg – Bonn-Mehlem – Oberwinter – Remagen – Bad Bodendorf – Heimersheim – Bad Neuenahr – Ahrweiler – Ahrweiler Markt – Walporzheim (– Dernau – Rech – Mayschoß – Altenahr – Kreuzberg (Ahr) – Ahrbrück) bis Ende 2025 wegen Hochwasserschäden nur bis Walporzheim, der weitere Streckenverlauf bis Ahrbrück ist seit Juli 2021 nicht mehr befahrbar Stand: Fahrplanwechsel Dezember 2021 | 60 min | DB Regio        |

Im Ortsteil Rolandseck befindet sich ebenfalls ein Haltepunkt der Bahn. Hier halten lediglich die Züge der RB 26 (MittelrheinBahn). Außerdem befindet sich hier die Anlegestelle der Fährverbindung mit Bad Honnef. Diese geht zurück auf eine frühere Gierseilfähre an gleicher Stelle. Zwischen Rolandseck und Rolandswerth befindet sich außerdem noch der Anleger der Fährverbindung zur Insel Nonnenwerth.

## Persönlichkeiten
- Eugen Gerstenmaier (1906–1986), Widerstandskämpfer, Präsident des Deutschen Bundestages (CDU), lebte und starb in Oberwinter
- Adolf Galland (1912–1996), berühmter Jagdflieger im Zweiten Weltkrieg, lebte und starb in Oberwinter
- Erich Topp (1914–2005), Konteradmiral der deutschen Marine, lebte auf der Rheinhöhe in Oberwinter-Birgel
- Erwin Wickert (1915–2008), Schriftsteller und Botschafter, lebte und starb in Oberwinter
- Annemarie Renger (1919–2008), Präsidentin des Deutschen Bundestages (SPD), lebte und starb in Oberwinter-Birgel
- Helmut Weber (1930–2005), römisch-katholischer Theologe, Domkapitular, Hochschullehrer und -rektor
- Horst Walter Endriss (* 1938), Steuerberater und Wirtschaftsprüfer, lebt auf der Rheinhöhe in Oberwinter-Birgel
- Hermann Scheer (1944–2010), Mitglied des Deutschen Bundestages (SPD), lebte in Oberwinter
- Ralf Schmitz (1959–2024), Pionier der Gehörlosenseelsorge, Gründer und erster Pfarrer der ersten katholischen Gehörlosengemeinde in Deutschland, wuchs in Oberwinter auf[27][28]
- Robert Landfermann (* 1982), Jazzmusiker